# 林肯鎮區 (堪薩斯州富蘭克林縣)
林肯鎮區（英語：Lincoln Township）為位在美國堪薩斯州富蘭克林縣的鎮區。2010年美国人口普查中該鎮區人口有857人。

## 地理
林肯鎮區涵蓋面積78.59平方（30.34平方英里），境內無城鎮及非建制地區。根據美國地質調查局的資料，此鎮區擁有2座墓園：奇珀瓦丘陵墓園（Chippewa Hills Cemetery）以及曼西墓園（Muncie Cemetery）。
該鎮區有藍溪（Blue Creek）、哈里森支流（Harrison Branch）、馬德支流（Mud Creek）以及魯賓遜溪（Robinson Creek）等溪流通過。

## 交通
林肯鎮區擁有2座機場及降落跑道：奇珀瓦營機場（Camp Chippewa Airport）以及Lemaster飛行場。

## 人口統計
根據2010年美國人口普查，林肯鎮區人口有857人，人口密度為11.11人/平方公里。種族組成方面，97.2%為白人；0.23%為非裔美洲人；0.93%為美洲原住民；0.35%為亞洲人；0%為太平洋島民；0.35%為來自其他種族；另外有0.93%來自兩個或以上的種族。而其他族裔如西班牙裔美國人或拉丁美洲人等佔該鎮區人口的1.52%。

## 外部連結
- USGS Geographic Names Information System (GNIS) （页面存档备份，存于）
- US-Counties.com
- City-Data.com （页面存档备份，存于）